# آنی لیو
آنی لیو سام یاو (چینی: 劉心悠 ; متولد ۱ آوریل ۱۹۸۱) یک هنرپیشه تایوانی مقیم هنگ کنگ است. لیو در تایوان به دنیا آمد اما در سنین جوانی توسط والدینش برای تحصیل به ونکوور کانادا فرستاده شد. در سال ۲۰۰۴، لیو برای نمایش در تبلیغات تلویزیونی خطوط هوایی چین، بزرگ‌ترین شرکت هواپیمایی و پرچمدار تایوان، انتخاب شد. لیو قبل از شروع حرفه بازیگری خود در سال ۲۰۰۵، طراحی صنعتی را در دانشگاه هنر و طراحی امیلی کار ونکوور خواند.

## فیلم‌شناسی
1. ↑  陳芊秀 (2023-01-04). "《步步驚心》劉心悠結婚了 41歲的她秘嫁上班族…砸8715萬買婚房". ETtoday新聞雲. Archived from the original on 2023-03-08. Retrieved 2023-03-08.